# Neckartailfingen
Neckartailfingen là một xã của Đức, cự ly khoảng 20 km về phía nam Stuttgart.
Đô thị này có toạ lạc bên sông Neckar. Dân số cuối năm 2006 là 3865 người.